# Vesna Radović
Vesna Radović, född den 7 september 1950 i Belgrad, Jugoslavien, är en jugoslavisk och senare österrikisk handbollsspelare.
Hon tog OS-silver i damernas turnering i samband med de olympiska handbollstävlingarna 1980 i Moskva.